# Shangri-La
Shangri-La ist ein fiktiver Ort in Tibet, in dem Menschen in Frieden und Harmonie leben. Der sagenhafte Ort wurde 1933 im Roman Lost Horizon (dt. Der verlorene Horizont) des britischen Schriftstellers James Hilton beschrieben und steht seitdem als ein Synonym für das Paradies oder den idealen Rückzugsort aus dem Weltgeschehen.

## Etymologie
Shangri-La setzt sich zusammen aus shang (tibetisch gtsang, eine historische Bezeichnung für Zentraltibet), ri (tibetisch für Berge) sowie la (tibetisch für Pass). Da Hiltons Fiktion in verschiedene Sprachen übersetzt wurde, variiert die Schreibweise (beispielsweise Schangri-La, Shangri-la, Shangrilá, Xangri-lá, Changrila; mit und ohne Bindestrich). Überwiegend wird die Schreibweise Shangri-La verwendet, was der Orthographie in Hiltons Roman entspricht.
Allgemein gilt es als erwiesen, dass die Bezeichnung Shangri-La, als mystischer Ort in Tibet, vor 1933 noch nicht existierte und der Mythos mit einer Fantasie der westlichen Welt verbunden ist. Jedoch basiert Hiltons Shangri-La auf der tibetischen Legende von Chang Shambhala, das als Quelle der Weisheit bereits in frühen buddhistischen Schriften erwähnt wird. Shambhala ist hier ein verborgenes Paradies und das geistige Zentrum der Erde. Dieses soll erst wieder zugänglich werden, wenn die Menschheit dafür bereit ist – und nur dann, wenn einige wenige die geistige Reife besitzen, die Lehre zu verstehen und zu bewahren.

## Publikationsgeschichte
Die Erstveröffentlichung von Lost Horizon erfolgte zeitgleich am 26. September 1933 bei Macmillan Publishers (London) und bei William Morrow & Company (New York). Für den Erfolgsroman erhielt Hilton am 10. Juni 1934 den Hawthornden-Preis. Bis zu diesem Zeitpunkt waren bereits sieben Auflagen bei Macmillan und neun Reprints bei William Morrow erschienen. Anschließend wurde das Buch in 34 Sprachen übersetzt und unter Lizenz bei verschiedenen Verlagen vielfach nachgedruckt. 1937 folgte Frank Capras Literaturverfilmung Lost Horizon (dt. In den Fesseln von Shangri-La). Der oscarprämierte Film trug gegen Ende der 1930er Jahre zu einem Medienhype und erheblich zum Mythos von Shangri-La bei.
1939 erschien der Roman als Pocket Book Nr. 1 bei Simon & Schuster und wird fälschlicherweise oft als das erste Taschenbuch bezeichnet. Jedoch war es das erste Paperback, das nicht nur in die Tasche gesteckt werden konnte, um es unterwegs zu lesen, sondern das sich auch Menschen mit bescheidenen Mitteln leisten konnten. Das Buch kostete 25 Cent (entspricht derzeit etwa 5 US-Dollar)  und wurde allein von diesem Verlag innerhalb kurzer Zeit 2.514.747 Mal verkauft. Damit löste Lost Horizon eine Revolution im Buchhandel aus.

## Lokalisierung
James Hilton beschreibt Shangri-La in seinem Roman als ein idyllisches Tal, gelegen am westlichen Ende der Kunlun-Berge, wo entsprechend der chinesischen Mythologie auserwählte Menschen Unsterblichkeit erlangen können. Als Inspiration diente ihm das vollständig mit grüner Vegetation bedeckte Hunzatal im Norden von Pakistan (damals Britisch-Indien), nahe der chinesischen Grenze, welches er 1931 besucht hatte. Das abgelegene Hunzatal befindet sich am westlichen Ende des Himalayas und ist von Bergen vollständig eingeschlossen. Dazu erklärte Hilton 1936 in einem Interview der New York Times, dass er bei seinen Recherchen auf Reisebeschreibungen aus dem British Museum in London zurückgegriffen habe. Wichtige Ausgangspunkte für ihn sollen insbesondere die Berichte über den Buddhismus in Tibet der beiden französischen Missionare Évariste Régis Huc und Joseph Gabet gewesen sein, die zwischen 1844 und 1846 von Peking aus eine Reise nach Tibet unternahmen.
Hiltons Utopie war so erfolgreich, dass viele an die reale Existenz Shangri-Las glauben. Abenteurer, Wanderer, westliche Sinnsucher, Pilger sowie Natur- und Kulturinteressierte begaben sich in die weite Stille Tibets und auf die Suche nach Shangri-La. Dabei setzt sich die „Forschung“ nach dem mystischen Ort unverändert fort.
Im Jahr 1999 behaupteten zwei US-Amerikaner, dass ein Kloster in der abgelegenen Region Muli im Süden der chinesischen Provinz Sichuan das Vorbild von Shangri-La sei. Über das Muli-Kloster habe Anfang der 1930er Jahre bereits der Geograph Joseph Francis Rock im National Geographic Magazine mehrere Artikel veröffentlicht, welche angeblich James Hilton als Vorlage für seine Schilderung dienten. Diese Behauptung wurde 2002 durch den Historiker Michael McRae widerlegt.
2001 wurde bekannt gegeben, dass es einem Team von mehr als 40 chinesischen Wissenschaftlern gelungen sei, Hiltons Shangri-La in der Provinz Zhongdian zu lokalisieren. Seine Beschreibung basiere auf den Forschungen des Botanikers Joseph Rock. Zhongdian wurde zu Shangrila (Xianggelila) umbenannt. Eine "Greater Shangrila Ecological Tourism Zone" schließt nun die chinesisch-tibetanische Grenzregion ein, darunter Teile von Yunnan, Sichuan und Qinghai, sowie die Autonome Region Tibet (TAR). Das Gebiet wird seitdem für den innerchinesischen Massen- und Ökotourismus entwickelt. Dagegen kam der britische Fernsehmoderator und Historiker Michael Wood im Jahr 2005 bei einer Forschungsreise durch Tibet zu dem Ergebnis, dass Shangri-La mit Tsaperang, der verschollenen Hauptstadt des ehemaligen buddhistischen Königreiches von Guge, im heutigen chinesischen Regierungsbezirk Ngari identisch sei. Auch der Paderborner China-Experte Richard Erb argumentierte 2021 anhand von Indizien, dass „James Hilton sein fiktives Shangri-La mit dem realen Tal von Guge verschmolzen hat und dass, wenn es einen Ort geben kann, der Shangri-La entspricht, dieser das Tal von Guge sein muss.“
Nicht wenige Literaturkritiker kamen jedoch zu dem Ergebnis, dass Hilton den fiktiven Schauplatz seiner Erzählung nur deshalb in das Hochland von Tibet verlegte, weil der Himalaya seinerzeit die wahrscheinlich am wenigsten zugängliche Region der Erde war. So würde der Autor die Handlung nunmehr vielleicht auf der „Rückseite des Mondes“ oder auf dem Mars stattfinden lassen. Letztlich sei Shangri-La nicht mehr, aber auch nicht weniger als eine Metapher für einen abgeschiedenen Ort der Stille, des Friedens, der inneren Ordnung, der Nachhaltigkeit und der Reflexion. Dabei soll und will Shangri-La kein „Paradies auf Erden“ symbolisieren, Hiltons Shangri-La-Bewohner sind keine Wundertäter und haben weder den Tod besiegt noch den körperlichen Verfall.

## Adaption

Das Duke-Anwesen Shangri-La auf Hawaii, 2005

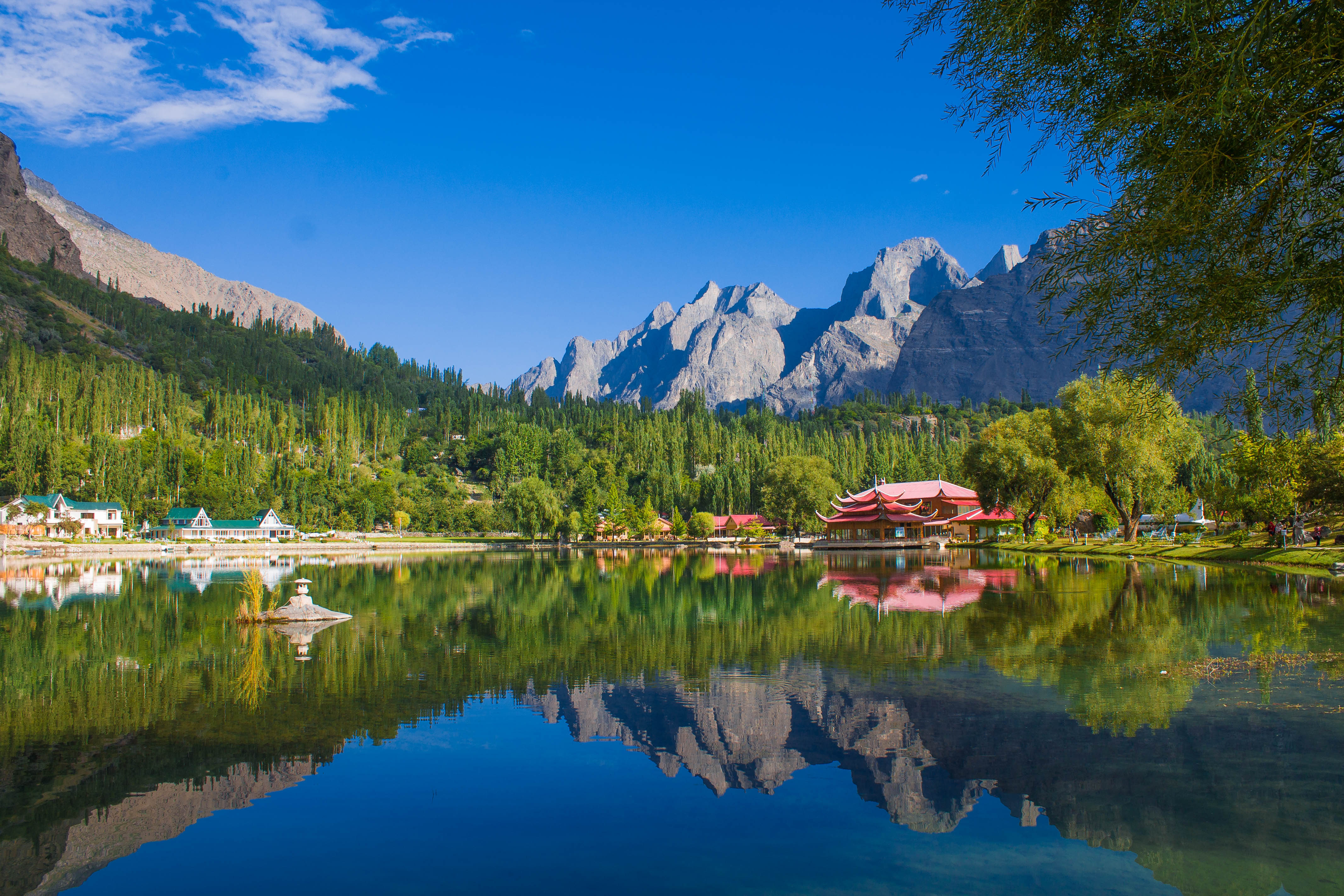
Das Shangri-La Resorts am Shangri-La-See in Skardu, 2016

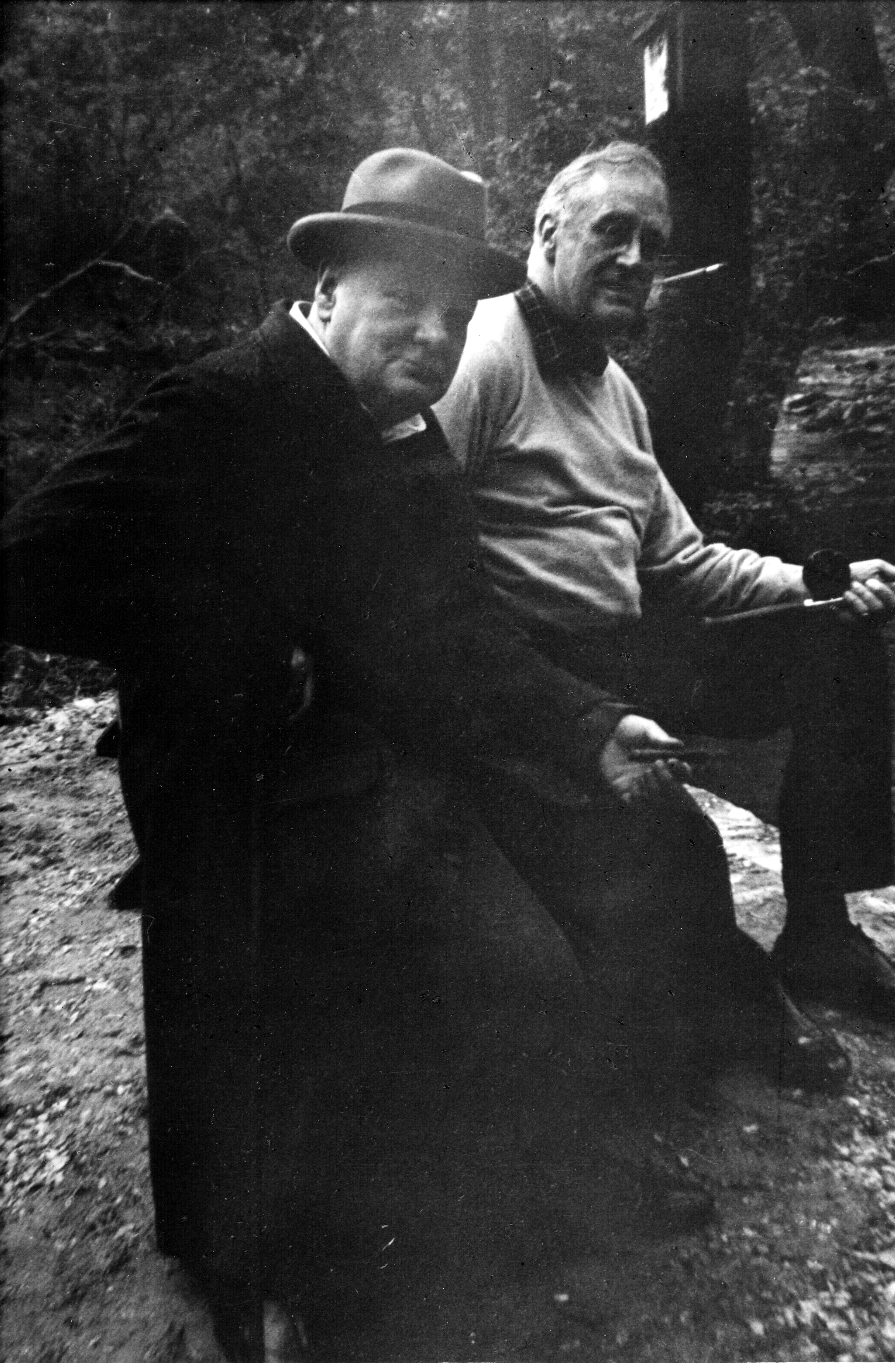
Winston Churchill und Franklin D. Roosevelt beim Angeln in Shangri-La, 1943

Hiltons Beschreibung von Shangri-La hat den westlichen Blick auf Tibet und den Lamaismus nachhaltig geprägt. In vielen Ländern entwickelte der von mystifizierenden Vorstellungen umgebene Begriff Shangri-La – abgetrennt von seinem Sinn im Roman – ein Eigenleben, das anhält. Als Beispiele dafür:
- Geschäfte und Restaurants auf der ganzen Welt tragen den Namen Shangri-La.
- 1963 benannte sich eine amerikanische Girlgroup The Shangri-Las.
- Williams Electronics baute von 1962 bis 1967 einen Flipper namens Shangri-La.
- Zwischen 1963 und 1973 trat ein italienischer Rennfahrer unter dem Pseudonym Shangri-La regelmäßig bei internationalen Autorennen an.
- Der Multimilliardär Robert Kuok gründete 1971 die Luxushotelkette Shangri-La Hotels and Resorts.
- Steve Bing und Adam Rifkin gründeten im Jahr 2000 die Filmproduktionsgesellschaft Shangri-La Entertainment.
- Shangri-La Air war eine Fluggesellschaft in Nepal, die im August 2002 nach einem Flugzeugabsturz vor allem in Deutschland eine größere Bekanntheit erlangte.
- Als Shangri-La-Dialog wird seit 2002 die wichtigste Sicherheitskonferenz in der Region Asien-Pazifik bezeichnet.
- Viele Schlagertexte nutzen das Wort zur symbolischen Ortsbezeichnung.
- Auch in zahlreichen Büchern wurde Shangri-La behandelt oder adaptiert.

Topographisches
- Die Millionenerbin Doris Duke taufte ihr luxuriöses Anwesen auf Hawaii Shangri-La.
- Ein 1946 gegründetes Seebad in Uruguay heißt Shangrilá.
- Antarktische Täler: Teilnehmer der Victoria University’s Antarctic Expeditions gaben 1961 einem vollständig von Berggipfeln isolierten Tal in Viktorialand den Namen Shangri-La, ebenso trägt das Shangri-La Valley den Namen
- Ein noch unerforschtes Gebiet auf dem Titan, dem größten Mond des Planeten Saturn, heißt seit 2006 Shangri-La.
- In Pakistan wird der Untere Kachura-See seit 1983 offiziell parallel Shangri-La-See genannt.
- Eine 1992 neu gegründete Gemeinde an der Küste von Rio Grande do Sul in Brasilien erhielt den Namen Xangri-lá.

Musik
- Die britische Rockgruppe The Kinks sang auf ihrem Konzeptalbum Arthur  (1969) das Lied Shangri-La, womit das Reihenhaus des Titelhelden gemeint ist, in dem er sein Paradies und eigenes Königreich findet und sich für seine harte Arbeit belohnen kann.
- Shangri-La (The Kinks song) ist ein Lied von Ray Davies.
- Led Zeppelin besingt Shangri-La in Kashmir, ebenso Oasis in Idler's Dream, AC/DC in Sin City oder Mötley Crüe in Dr. Feelgood.
- Shangri-La ist ein Titel auf Billy Idols Cyberpunk-Album und auf dem Album Italian-X-Rays der Steve-Miller-Band.
- This is Shangri-La heißt ein Lied von Mother Love Bone.
- Der letzte Track auf dem Album A New World Record von ELO trägt den Namen Shangri-La.
- Stevie Nicks veröffentlichte 2001 ihr Soloalbum mit dem Titel Trouble in Shangri-La.
- Ein Album von Mark Knopfler heißt Shangri-La.
- Ebenso trägt ein Album des Rap-Duos Insane Clown Posse diesen Namen.
- In ihrem Song Searching for Atlantis besingt die Band Saxon im Chorus die Suche von Shangri-La und Xanadu.
- Ferner gibt es ein Lied von Kevin Coyne aus dem Jahr 1976 namens Shangri-La.
- Das Tonstudio des Musikproduzenten Rick Rubin, der bereits für unterschiedliche Musiker wie Metallica, Beastie Boys und Johnny Cash tätig war, trägt den Namen Shangri-La.

Literatur
- Harry Thürk veröffentlichte 1970 den in mehreren Ostblockstaaten erschienenen anti-amerikanischen Roman Der Tiger von Shangri-La, der von einer geheime US-Militärbasis in Laos während des Vietnamkriegs handelt.[26]
- Von Burghard Pieske stammt das 1985 in mehrere Sprachen übersetzte Segel-Abenteuerbuch Shangri-La. Mit dem Wind um die Welt.[27]
- Der japanische Schriftsteller Eiichi Ikegami veröffentlichte 2005 die Light-Novel-Reihe Shangri-La, die 2009 als Manga und Anime-Fernsehserie erschien.[28]
- Die japanische Web-Novel Shangri-La Frontier erscheint seit 2017 und wurde als Anime umgesetzt.

Filme
- Frank Capras oscarprämierter Klassiker In den Fesseln von Shangri-La von 1937 gilt als zeitloses Meisterwerk.
- Das Broadway-Musical Shangri-La von 1956, verfilmt 1960 und 1973, zählt hingegen zu den „schlechtesten Musicals aller Zeiten“.
- In der Rolle des Richard „Rick“ O’Connell bringt Brendan Fraser in Die Mumie: Das Grabmal des Drachenkaisers das sagenumwobene „Auge von Shangri-La“ nach China, ein Diamant der platziert auf einer Turmspitze im Himalaja den Akteuren den Weg nach Shangri-La zur Quelle des ewigen Lebens zeigt.
- Der Kampf um Shangri-La ist eine Episode in The Quest – Die Serie (Staffel 3, Folge 9).
- Dr. Niles Crane aus der Serie Frasier lebt zeitweise in den Shangri-La Apartments in Seattle.

Diverses
Eine außerordentliche und weitreichende Wirkung hatte Shangri-La bei Franklin D. Roosevelt ausgelöst. Der Einfluss dieser Fiktion auf den damaligen US-Präsidenten wird von Historikern als regelrechte Obsession beschrieben. Um die Kriegsbereitschaft der US-amerikanischen Bevölkerung zu erhöhen, zitierte Roosevelt im Oktober 1937 eine komplette Passage aus Lost Horizon in seiner berühmten Quarantäne-Rede. 1939 taufte er den Familiensitz der Roosevelts in Indio (Kalifornien) und 1942 sogar den Landsitz der US-Präsidenten in Shangri-La um (ab 1954 Camp David). Auf einer Pressekonferenz am 21. April 1942 antwortete Roosevelt auf die Frage, wo die Flugzeuge beim Doolittle Raid, einem Überraschungsangriff auf Tokio, gestartet seien: „They came from our new base at Shangri-La.“ Zwei Jahre später erhielt ein neu gebauter Flugzeugträger den Namen Shangri-La.
Des Weiteren soll Heinrich Himmler, der die Deutsche Tibet-Expedition 1938/39 in die Wege leitete, dem Mythos aufgesessen gewesen sein. Davon beeinflusst erschien 2010 ein mit dem Deutschen Entwicklerpreis ausgezeichnetes Adventuregame namens Lost Horizon, bei welchem in einem virtuell dem Film nachgebildeten Shangri-La SS-Soldaten gejagt werden können. 2015 folgte das Spiel Lost Horizon 2. Ferner ist Shangri-La ein Level im Überlebenskampf von Call of Duty: Black Ops (2011) sowie Ziel der Suche in den Action-Adventures Uncharted 2: Among Thieves (2009) und Far Cry 4 (2014).